# لیودمیلا روگاچوا
لیودمیلا روگاچوا (روسی: Людмила Васильевна Рогачёва؛ زادهٔ ۳۰ اکتبر ۱۹۶۶) ورزشکار دو و میدانی اهل روسیه است.